# Ірпа (селище)
Ірпа (рос. Ирпа) — селище в Климівському районі Брянської області Російської Федерації.
Населення становить 6 осіб. Входить до складу муніципального утворення Новоропське сільське поселення.

## Історія
Населений пункт розташований у межах українського етно-культурного регіону Стародубщини.
Від 2005 року входить до складу муніципального утворення Новоропське сільське поселення.

## Населення
1. Н/Д[2]